# Paraneí
Paraneí (en rus: Паранеи) és un poble de la República de Mordòvia, a Rússia, segons el cens del 2010 tenia 35 habitants, pertany al municipi de Sabantxéievo.